# 1190-ті до н. е.

## Події
- Міжусобиці в Єгипті та Ассирії.

## Правителі
- фараони Єгипту Сеті II, Саптах (при регентстві цариці Таусерт);
- царі Ассирії Ашшур-нірарі III, Енліль-кудуррі-уцур та Нінурта-апал-Екур;
- цар Вавилонії Адад-шум-уцур;
- цар Еламу Халлутуш-Іншушинак;
- цар Хатті Суппілуліума II;